# 퍼트리샤 매켄지
퍼트리샤 매켄지(영어: Patricia McKenzie, 1987년 1월 1일 ~ )는 캐나다의 배우, 가수이다.

## 영화
- 코스모폴리스 (2012년) - 켄드라 헤이즈 역
- 다이 (2010년) - 다이앤 역
- 더 팬텀 (2009년)
- 퍼펙트 어시스턴트 (2008년)
- 찰리 제이드 (2005년) - 리나 역
- 노 알리바이 (1999년)